# Pfarrkirche Wösendorf

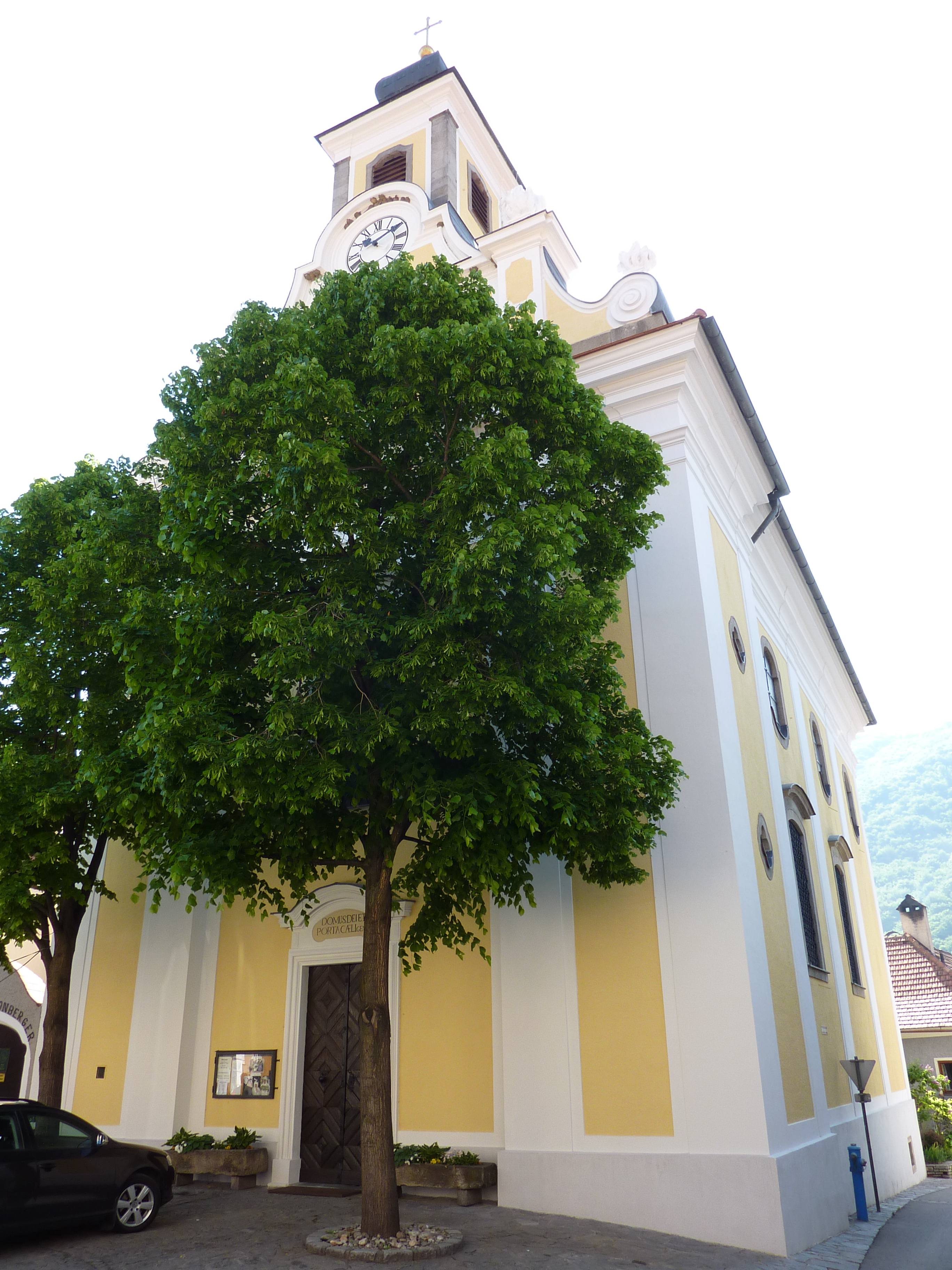
Katholische Pfarrkirche hl. Florian in Wösendorf in der Wachau

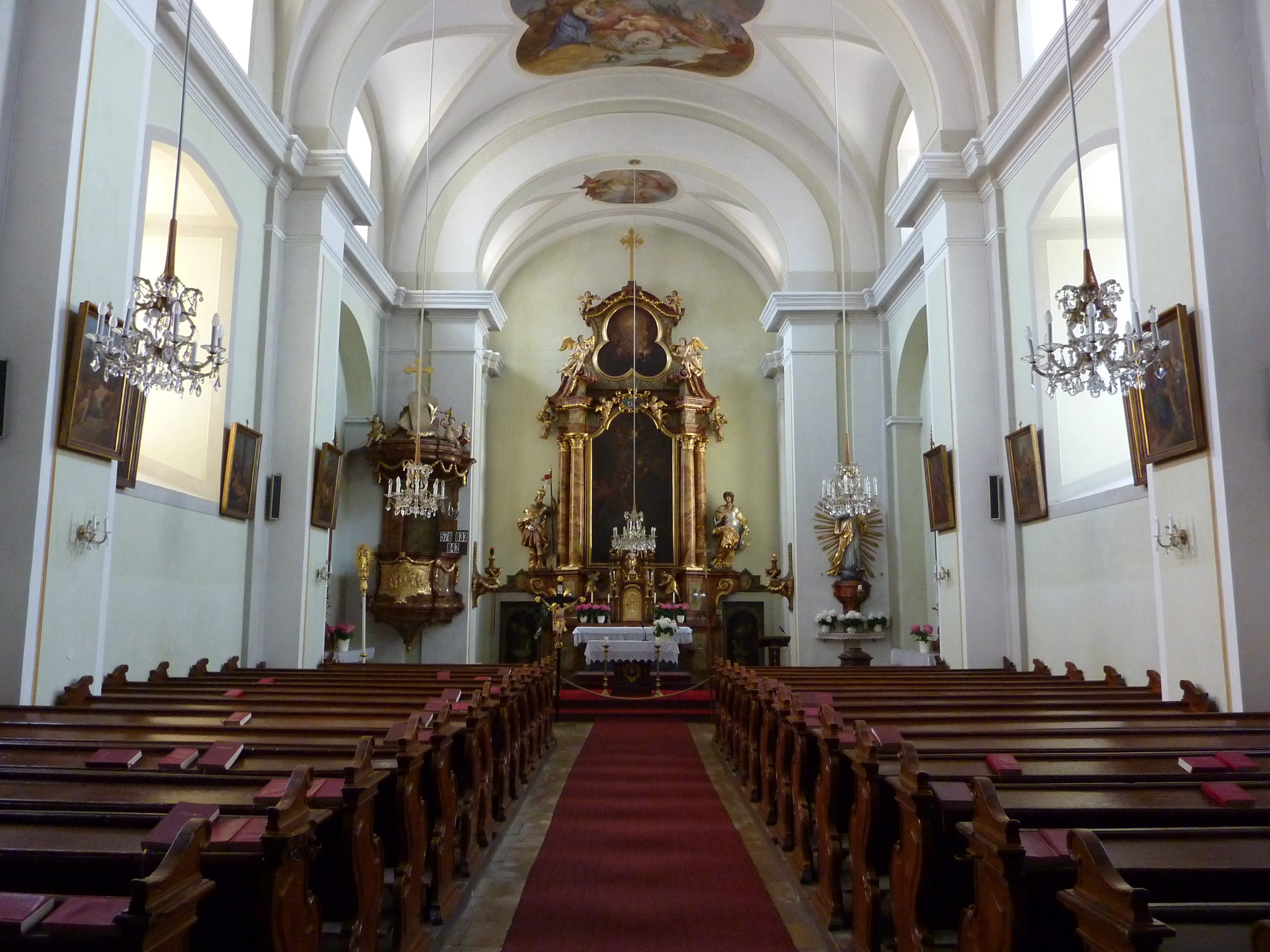
Im Langhaus zum Chor mit dem Hochaltar

Die Pfarrkirche Wösendorf steht in der Marktmitte mit einem Vorplatz an der Durchgangsstraße im Ort Wösendorf in der Marktgemeinde Weißenkirchen in der Wachau im Bezirk Krems-Land in Niederösterreich. Die auf das Patrozinium Florian von Lorch geweihte römisch-katholische Pfarrkirche gehört zum Dekanat Spitz in der Diözese St. Pölten. Die Kirche steht unter Denkmalschutz (Listeneintrag).

## Geschichte
Seit dem 12. Jahrhundert war der Ort eine Filiale von St. Michael in der Wachau und damit dem oberösterreichischen Stift Sankt Florian inkorporiert. 1632 wurde der Ort eine Filiale der Pfarrkirche Weißenkirchen in der Wachau. Die 1727/1734 und 1743 erbauten Kirchen wurden durch Brände zerstört. Der heutige einheitliche spätbarocke Kirchenbau wurde von 1784 bis 1791 erbaut. 1784 war auch die Erhebung zu einer eigenen Pfarre. Die Pfarrkirche wurde 1797 geweiht. 1962 war eine Restaurierung.

## Architektur
Kirchenäußeres
Die nördliche Eingangsfassade ist durch seitlich geschichtete Pilaster und Lisenen unter Gebälk und einem zweizonigen Volutengiebel mit vier Flammenvasen und einer Uhrengiebelbekrönung gegliedert. Der Turmaufsatz mit einem Zwiebelhelm steht hinter dem Fassadengiebel. Die Fassaden der Langhausseiten und beim eingezogenen Rechteckchor haben eine Pilaster- und Gebälkgliederung mit Segmentbogen- und Langpassfenster und Dreipassluken. Südlich ist eine niedrige Sakristei angebaut.
Neben der Kirche steht ein Kruzifix aus dem dritten Viertel des 18. Jahrhunderts.
Kircheninneres
Das dreijochige Langhaus hat ein nördliches schmaleres Emporenjoch und einen eingezogenen flach geschlossenen Altarraum, überwölbt mit einer Stichkappentonne auf Gurtbögen auf kräftigen Pfeilervorlagen mit verkröpftem Gebälk und einem umlaufenden Gesims. Die Orgelempore auf einer Stichkappentonne hat eine vorschwingende Brüstung. Die Deckenmalerei in Medaillons zeigt musizierende Engel mit der hl. Cäcilia, die Verurteilung und Marter des hl. Florian, die Auffindung seiner Leiche und der Heilige als Fürbitter von Anton Mayer (1791 vollendet).

## Ausstattung
Der Hochaltar als spätbarockes Doppelsäulenretabel mit aufgesetzten Volutenanläufen und einem Kartuschenauszug entstand um 1730. Er zeigt das Altarbild Ertränkung des hl. Florian von Martin Johann Schmidt (1786), das Oberbild die Anbetung des Allerheiligsten sowie die Statuen der Hll. Leopold und Donatus und hat klassizistisch scheinarchitektonische Opfergangsportale mit Vasendekor. Der Volksaltar hat barocke Formen. Der Tabernakel mit Engelsfiguren entstand um 1790. Die Seitenaltäre als klassizistische Bilderrahmenretabel zeigen links den Tod des hl. Josef, rechts die Kreuzigung, beide von Martin Johann Schmidt (1790).
Das Orgelgehäuse mit Blatt- und Zopfdekor stammt aus der Bauzeit. Eine Glocke nennt Hans Kupferschmidt 1486, eine Glocke nennt Franz Rodtlmayr 1793.